# Reserva natural de Srèbarna
La Reserva natural de Srèbarna (búlgar: Природен резерват Сребърна, Příroda rezervate Srèbarna) és una reserva natural al nord-est de Bulgària, a 18 km a l'oest de Silistra i 2 km al sud del riu Danubi. Aquest comprèn el Llac Srèbarna i els seus voltants i es troba a la Via Pòntica, una ruta de migració d'aus entre Europa i Àfrica. Està inscrit a la llista del Patrimoni de la Humanitat de la UNESCO des del 1983.
La reserva abasta 6 km² d'àrea protegida i una zona de protecció de 5,4 km². La profunditat del llac varia d'1 a 3 m. Hi ha un museu a banda, en què una col·lecció d'espècies dissecades que habiten la reserva.

## Història
En els segles passats (XIX-XX),el Llac Srébarna es va estudiar, el primer científic búlgar a prendre interès en la zona va ser Aleksi Petrov, que va visitar la reserva el 1911. El 1913, la província del sud de Dobrudja "es va incorporar a Romania, el territori va tornar a Bulgària el 1940, quan la zona va ser visitada una vegada més per Petrov per examinar les colònies d'aus que vivien allà.
La zona va ser declarada reserva natural el 1948 i és un lloc Ramsar des de 1975. La reserva es va incloure a la llista del Patrimoni de la Humanitat per la UNESCO el 1983.

## Llegendes
Hi ha moltes llegendes sobre l'origen del nom del llac. Una versió parla d'un vaixell ple d'argent (la plata en búlgar) al llarg de les ribes del llac. D'acord amb una altra versió, una mica més lògica, el nom prové dels platejats reflexos a la superfície del llac durant la lluna plena.

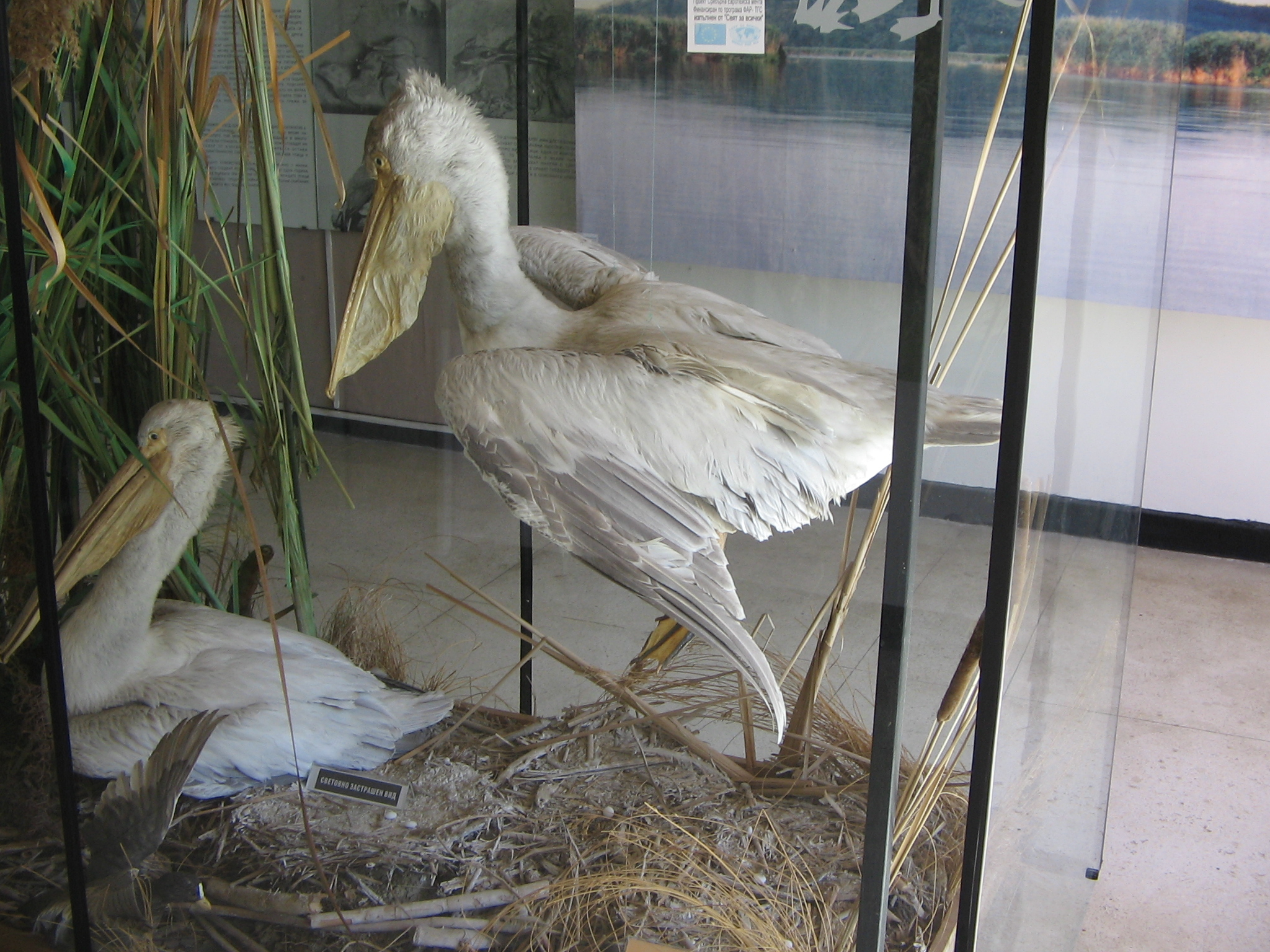
Pelicans dissecats al museu.

## Flora
Hi ha moltes plantes i espècies aquàtiques com el canyís que viu dins i als voltants del llac. L'Estany és llar de més de 67 espècies de plantes que, fora d'aquest hàbitat, es troben en perill d'extinció.

## Fauna
Hi ha una gran varietat de fauna a la zona. Entre ells s'hi troben 39 tipus de mamífers, 21 rèptils i amfibis i 10 espècies de peixos aquesta zona és famosa per les 179 espècies d'aus que nien en el seu territori, algunes de les quals inclouen el Pelicà sorrut, el Cigne mut, l'ànec, l'ànsar comú, l'arpella, el Paridae, l'agró i el corb marí.